# 入江波光
入江 波光（いりえ はこう、1887年9月26日 - 1948年6月9日）は、日本画家。

## 略歴
本名幾治郎。京都市上京区に生まれる。1913年（大正2年）京都市立美術工芸学校、京都市立絵画専門学校研究科で竹内栖鳳らに師事し修了。1915年(大正4年)同窓生であった岡本神草、甲斐荘楠音や玉村方久斗らと前衛的日本画研究集団「密栗会」の結成に参加。
1918年（大正7年）母校絵画専門学校の助教授に就任し古画の模写にあたる。この年国画創作協会展に『降魔』を出品して国画賞を受賞、翌年同人に推された。1922年に京都府の命で菊池契月らとともに外遊。1928年（昭和3年）国画創作協会日本画部解散後は画壇を離れ、後進の育成と再び模写に打ち込んだ。晩年は盛んに古画を模写し、1939年（昭和14年）以降は法隆寺金堂壁画の模写に従事した。晩年は水墨画で佳作を残している。
胃癌のため死去。

## 主な作品
- 「彼岸」　1920年　京都市美術館
- 「風浪漁舟」　1939年　京都国立近代美術館